# 瓦尔特·图恩赫尔
瓦尔特·图恩赫尔（德語：Walter Thurnherr，1963年7月11日—），生于穆里，瑞士外交官，毕业于苏黎世联邦理工学院，所属政党是瑞士基督教民主人民黨，2016年1月1日就任瑞士聯邦秘書長。